# Moinbassa
Moimbassa est une commune de l'union des Comores située dans l'ile de Mohéli, dans la Préfecture de Fomboni. La commune comprend les localités suivantes : M'Batsé, Hoani et Domoni.